# Schwarzkopf-Steinwälzer

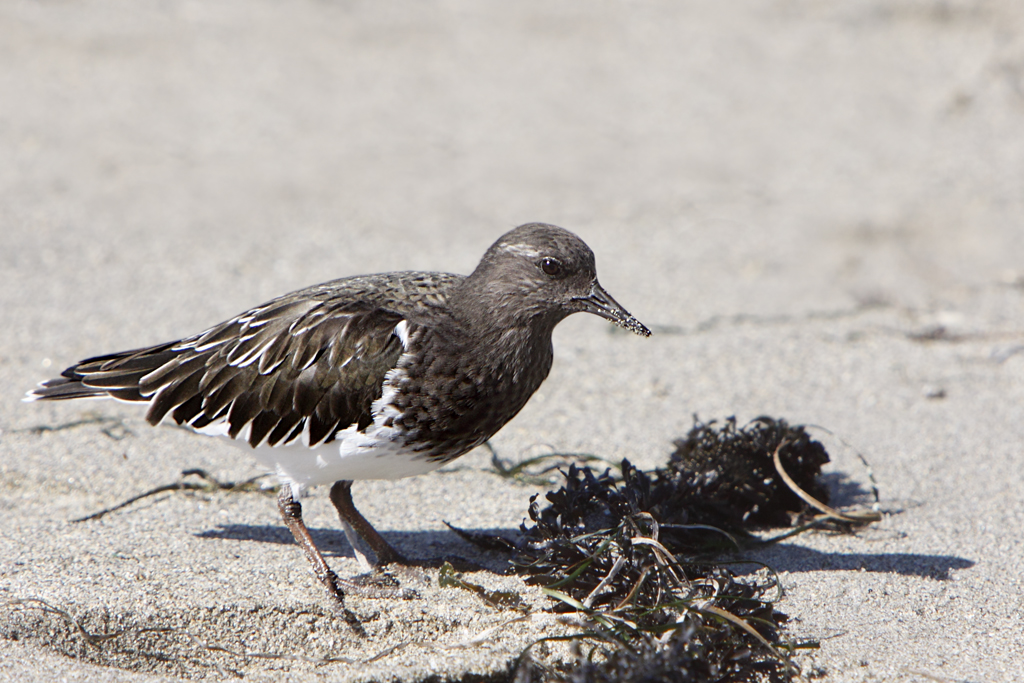
Schwarzkopf-Steinwälzer im Schlichtkleid

Der Schwarzkopf-Steinwälzer (Arenaria melanocephala) ist eine monotypische Vogelart aus der Familie der Schnepfenvögel. Die Art kommt ausschließlich in der Nearktis vor. Verglichen mit dem nahe verwandten und zirkumpolar vertretenen Steinwälzer ist das Verbreitungsgebiet des Schwarzkopf-Steinwälzers sehr klein. Die IUCN stuft den Schwarzkopf-Steinwälzer als ungefährdet (least concern) ein.

## Erscheinungsbild
Der Schwarzkopf-Steinwälzer erreicht eine Körperlänge von 22 bis 25 Zentimetern. Die Flügelspannweite beträgt 50 bis 55 Zentimeter. Das Gewicht variiert zwischen 100 und 140 Gramm.
Im Prachtkleid hat der Schwarzkopf-Steinwälzer einen schwarzen Kopf mit einer sehr feinen Strichelung auf dem Oberkopf und dem Nacken. Auffällig ist vor allem der weiße Fleck an der Schnabelbasis. Der Schnabel ist schwarz, die Iris ist dunkelbraun. Die Kehle und die Brust ist schwarz, einzelne Federn sind jedoch weiß gesäumt, so dass diese dicht weiß gefleckt wirken. Die Körperunterseite ist weiß, lediglich die oberen Flanken weisen eine der Brust ähnliche Färbung auf. Der Rücken, der Rumpf und die Oberschwanzdecken sind weiß, der Schwanz ist schwarz. Die Beine und Füße sind dunkelrotbraun, bei einzelnen Individuen sogar orange-braun. Im Schlichtkleid ist der Schwarzkopf-Steinwälzer ähnlich gefärbt, jedoch ist die feine weiße Fleckung deutlich reduziert und es fehlt vor allem der weiße Fleck an der Schnabelbasis. Jungvögel ähneln den adulten Vögeln im Schlichtkleid, bei ihnen ist aber die Brust graubraun und die Körperoberseite dunkelbraun. Die Dunenküken sind schwarz und cremefarben gefleckt.

## Verbreitungsgebiet
Der Schwarzkopf-Steinwälzer kommt nur im Westen und Süden Alaskas vor. Er präferiert felsigere Küsten als der Steinwälzer und ist ein obligatorischer Zugvogel, der sich im Winterhalbjahr an der Westküste der Vereinigten Staaten und in Niederkalifornien aufhält. Auch hier bevorzugt er felsige Küsten, wird jedoch auch an Stränden und auf Überschwemmungsflächen beobachtet.

## Lebensweise
Der Schwarzkopf-Steinwälzer frisst Wirbellose und gelegentlich auch die Eier anderer kleiner Vogelarten. Er lebt im Winterhalbjahr gesellig, während der Fortpflanzungszeit verteidigen die Männchen dagegen Brutreviere. Sehr häufig nutzt er dasselbe Brutrevier wie im Jahr zuvor. Das Nest ist eine vom Männchen gescharrte Mulde, das sich gewöhnlich in Gewässernähe befindet. Das Gelege besteht aus drei bis vier Eiern. Diese sind blassolivfarben oder blassgrün mit grauen oder olivbraunen Flecken. Die Brutzeit beträgt 20 bis 22 Tage, beide Elternvögel sind an der Brut beteiligt. Die Küken sind Nestflüchter und werden von beiden Elternvögeln gehudert und geführt. Sie sind im Alter von 25 bis 30 Tage flügge.

## Belege

### Einzelbelege
1. 1 2  Richard Sale: A Complete Guide to Arctic Wildlife, S. 223